# .sd
.sd је највиши Интернет домен државних кодова (ccTLD) за Судан.